# NGC 5324
NGC 5324 ist eine 11,8 mag helle Spiralgalaxie vom Hubble-Typ Sc im Sternbild Jungfrau an der Ekliptik. Sie ist schätzungsweise 133 Millionen Lichtjahre von der Milchstraße entfernt und hat einen Durchmesser von etwa 90.000 Lichtjahren.
Das Objekt wurde am  5. März 1785 von Wilhelm Herschel mit einem 18,7-Zoll-Spiegelteleskop entdeckt, der sie dabei mit „F, cL, iF, bM“ beschrieb.
Möglicherweise ist NGC 5324 auch mit der von William Henry Finlay am 20. September 1883 beobachteten Galaxie IC 4407 identisch. An der für IC 4407 angegebenen Position ist nichts zu finden, NGC 5324 jedoch nicht weit davon entfernt.